# اسکید رو (گروه موسیقی آمریکایی)
اسکید رو (به انگلیسی: Skid Row) یک گروه راک آمریکایی است که در سال ۱۹۸۶ در تامز ریور، نیوجرسی تشکیل شد. ترکیب فعلی آنها شامل ریچل بولان نوازندهٔ بیس، دیو سابو و اسکاتی هیل گیتاریست، و راب همرسمیت درامر است. این گروه در اواخر دههٔ ۱۹۸۰ و اوایل دههٔ ۱۹۹۰ به موفقیت تجاری دست یافت، با دو آلبوم اولش اسکید رو (۱۹۸۹) و برده به سنگ (۱۹۹۱) که دارای گواهینامه چند پلاتینی بودند، که دومی به رتبهٔ یک در بیلبورد ۲۰۰ رسید. این دو آلبوم همچنین برخی از محبوب‌ترین آهنگ‌های اسکید رو را در داخل و خارج از ایالات متحده تولید کردند، از جمله «۱۸ ساله و زندگی» و «I Remember You» که در بین ۱۰ آلبوم برتر بیلبورد هات ۱۰۰ قرار گرفت و سایر تک آهنگ‌هایی نمودار مانند: «Youth Gone Wild» و «Monkey Business» و «Slave to the Grind» و «Wasted Time» و «In a Darkened Room». سومین آلبوم گروه نژاد زیربشری (۱۹۹۵) نیز مورد تحسین منتقدان قرار گرفت، اما نتوانست موفقیت پیشینیان خود را تکرار کند. این سه آلبوم شامل ترکیب «کلاسیک» گروه بود که شامل بولان، سابو، هیل، درامر راب اففوسو و خواننده سباستین باک بود. این گروه تا پایان سال ۱۹۹۶ حدود ۲۰ میلیون آلبوم در سراسر جهان فروخت. در میان افزایش تنش‌ها مابین اعضای گروه، باک اخراج شد و اففوسو، اسکید رو را در اواخر همان سال ترک کرد و پس از آن گروه وارد یک وقفهٔ سه ساله شد.
اسکید رو در سال ۱۹۹۹ با جانی سولینگر به عنوان جایگزین باک و گروهی از درامرها که آخرین آنها راب همرسمیت بود، اصلاح شد. سولینگر دو آلبوم با گروه ضبط کرد، پوست ضخیم (۲۰۰۳) و انقلاب‌ها در دقیقه (۲۰۰۶) و همچنین آلبوم‌های چندآهنگه United World Rebellion: Chapter One و Rise of the Damnation Army - United World Rebellion: Chapter Two (به ترتیب ۲۰۱۳ و ۲۰۱۴)؛ آن ضبط‌ها با استقبال متفاوتی مواجه شدند. در آوریل ۲۰۱۵، اسکید رو راه خود را از سولینگر جدا کرد و تونی هارنل، خوانندهٔ سابق TNT را جایگزین او کرد. با این حال، هشت ماه بعد، هارنل گروه را ترک کرد. در ژانویه ۲۰۱۷، زدپی دی‌آرت خوانندهٔ سابق دراگون فورس پس از گذراندن یک سال به عنوان عضو تور گروه، به عنوان خوانندهٔ رسمی اصلی انتخاب شد. دی‌آرت تا مارس ۲۰۲۲ در اسکید رو باقی ماند و سپس اریک گرونوال جایگزین وی شد و گروه اولین آلبوم استودیویی خود را پس از ۱۶ سال، باند همه اینجاست، که در اکتبر ۲۰۲۲ منتشر شد، شروع کرد. گرونوال در مارس ۲۰۲۴ اسکید رو را به دلیل مشکلات سلامتی ترک کرد، زیرا او مجبور بود پس از دریافت درمان سرطان خون، بهبودی کامل را در اولویت قرار دهد و لزی هیل از گروه Halestorm در تاریخ‌های زندهٔ فعلی جای او را پر کرده است.

## تاریخچه

### سال‌های اولیه (۱۹۸۸–۱۹۸۶)
اسکید رو در سال ۱۹۸۶ در تامز ریور، نیوجرسی توسط ریچل بولان نوازندهٔ بیس و دیو سابو گیتاریست تشکیل شد. آنها، اسکاتی هیل گیتاریست و راب اففوسو نوازندهٔ درام را از طریق تبلیغات روزنامه‌ها به خدمت گرفتند. سباستین باک، جایگزین خوانندهٔ اصلی، مت فالون شد پس از اینکه گروه، باک را در سن ۱۸ سالگی در حال آواز خواندن در عروسی عکاس راک، مارک وایس دیدند، اعضا از او خواستند در اوایل سال ۱۹۸۷ به گروه بپیوندد. بولان در مصاحبه‌ای در سال ۲۰۲۰ در پادکست Chuck Shute ادعا کرد که قبل از توافق با باک در زمینهٔ خوانندگی، جان کورابی، خوانندهٔ آیندهٔ ماتلی کرو، برای اسکید رو تست داد.
سابو و جان بون جووی دوستان دوران نوجوانی بودند و سابو قبل از اینکه گیتاریست ریچی سمبورا جایگزین او شود، مدت کوتاهی عضو گروه بون جووی بود. سابو و بون جووی توافق کردند که اگر یکی از آنها در تجارت موسیقی موفق شود، به دیگری کمک کند. مدیر بون جوی، داک مک‌گی به دنبال اسکید رو بود و در سال ۱۹۸۸ قراردادی را برای گروه با آتلانتیک رکوردز تضمین کرد. اسکید رو اولین آلبوم خود اسکید رو را در Royal Recorders در لیک جنوا، ویسکانسین به همراه تهیه‌کننده مایکل واگنر ضبط کرد. قبل از انتشار آلبوم، مدیریت مبلغ ۳۵۰۰۰ دلار به گیتاریست گری مور برای حقوق نام گروه هم‌نامش با اسکید رو که یک گروه ایرلندی بود، پرداخت کرد.

### اسکید رو و برده به سنگ (۱۹۹۲–۱۹۸۹)
اولین آلبوم گروه، اسکید رو که در ژانویه ۱۹۸۹ منتشر شد، یک موفقیت فوری بود. این رکورد با قدرت سه تک‌آهنگ، صاحب موقعیت ۵× پلاتینیوم شد: «Youth Gone Wild» و «۱۸ ساله و زندگی» و «Remember You» که دو مورد آخر به ۱۰ آهنگ برتر تبدیل شدند. اسکید رو با افتتاحیه برای آلبوم بون جوی در تور نیوجرسی خود از آلبوم حمایت کرد. به عنوان بخشی از تور شش‌ماهه، اسکید رو اولین کنسرت خود را در بریتانیا با حمایت از نمایش فضای باز بون جوی در Milton Keynes Bowl در ۱۹ اوت ۱۹۸۹ اجرا کرد. روز بعد، اسکید رو یک نمایش باشگاهی موفق را در Marquee Club لندن در خیابان چرینگ کراس اجرا کرد. اسکید رو همچنین در جشنواره صلح موسیقی مسکو شرکت کرد که برای دور نگه داشتن مک‌گی از زندان برپا شد. مک‌گی با اتهامات قاچاق مواد مخدر روبرو بود و به همین دلیل کنسرتی را در روسیه برای مبارزه با مواد مخدر/صلح راه اندازی کرد که در آن تعدادی از هنرمندانی که او و برادرش مدیریت می‌کردند، حضور داشتند.

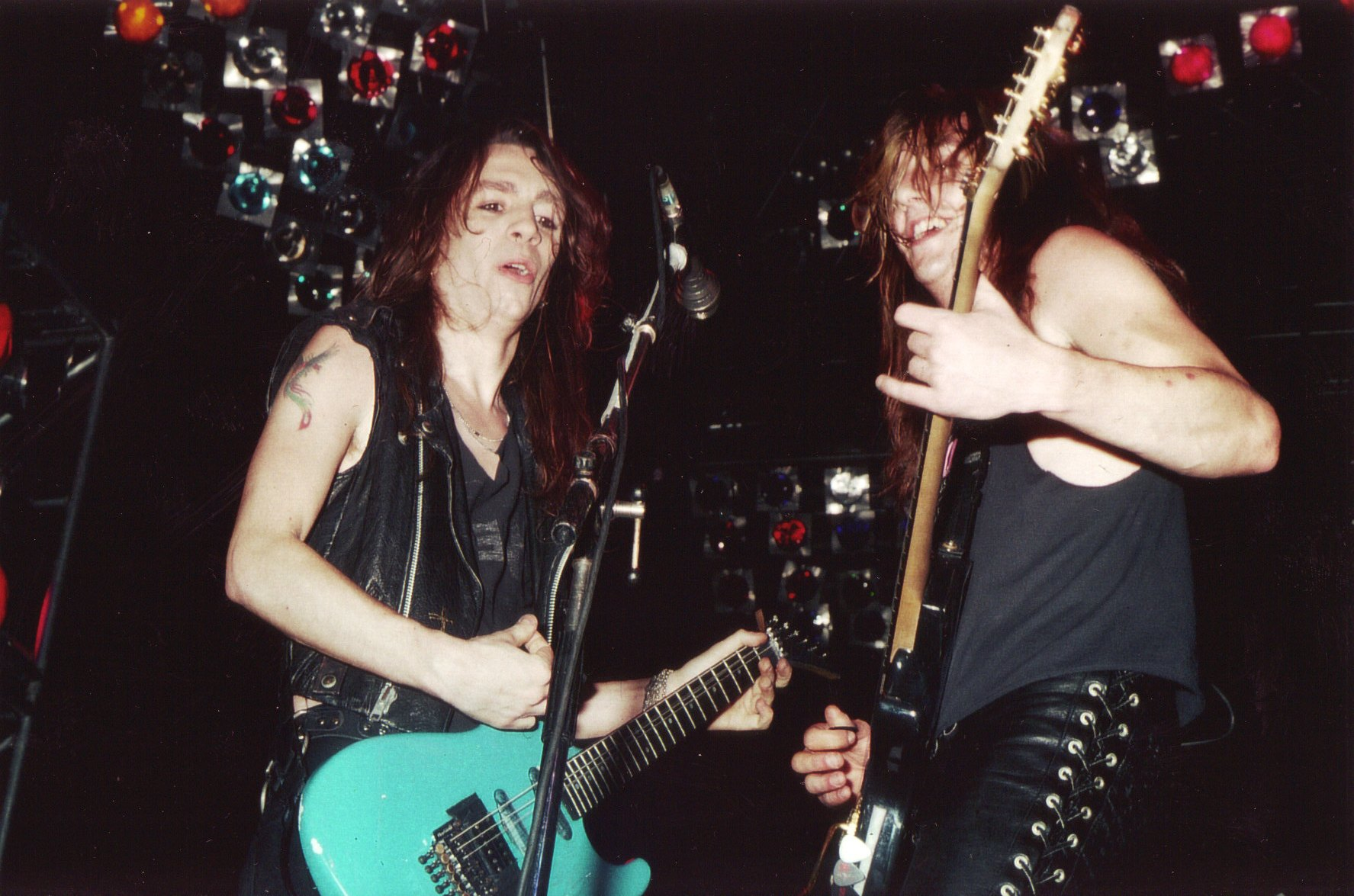
گیتاریست‌ها، اسکاتی هیل و دیو «اسنیک» سابو در حال اجرا با گروه در سال ۱۹۸۹

اسکید رو سه ماه بعد به بریتانیا بازگشت و برای گروه ماتلی کرو در تور جهانی Dr. Feelgood اروپا و در اوایل نوامبر ۱۹۸۹ با گروه Mr. Big افتتاح شد. پس از آن، با یک تور تیتراژ در بریتانیا به اوج رسید که در نمایشی در همرسمیت آپولو لندن، با حمایت از گروه Vain به پایان رسید. اسکید رو تا سال ۱۹۹۰ به تور خود ادامه داد، از جمله حمایت از ایروسمیث در قسمت آمریکای شمالی از تور آنها Pump tour.
در چیزی که طرفداران گروه از آن به عنوان «حادثهٔ بطری» یاد می‌کنند، باک روی صحنه با بطری پرتاب شده از جمعیت در کنسرتی در اسپرینگفیلد، ماساچوست، جایی که اسکید رو در ۲۷ دسامبر ۱۹۸۹ برای ایروسمیث افتتاح می‌شد، برخورد کرد. باک بطری را به عقب پرتاب کرد و به دختری (نه پرتاب کننده) ضربه زد، سپس روی جمعیت پرید تا فردی را که در ویدیوی تور منتشر شده توسط اسکید رو به نام Oh Say Can You Scream در سال ۱۹۹۰ منتشر شده بود، کتک بزند.
مدت کوتاهی پس از آن، در یک نمایش دیگر، باک تی‌شرتی پوشید که شعار ضد همجنس گرایان «ایدز حشرات مرده را می‌کشد" به عنوان جعلی از شعار حمله حشره‌کش، «Raid Kills Bugs Dead» به تن کرد. این پیراهن قبلاً توسط یکی از هواداران به او داده شده بود و باک سال قبل با آن دیده شد. در اخبار ام‌تی‌وی، باک این جنجال را رد کرد و گفت: «من نمی‌دانم واقعاً چه چیزی مهم است، اما حدس می‌زنم اگر کسی تی‌شرتی بپوشد که روی آن نوشته شده بود: «سرطان مادربزرگ را می‌کشد» احتمالاً من هم کمی عصبانی می‌شوم. باک در نهایت از این حادثه ابراز پشیمانی کرد و ادعا کرد که این شعار را قبل از پوشیدن پیراهن نخوانده بود. گروه همچنین پوششی از «تعطیلات در خورشید» از سکس پیستولز را برای انتشار بنیاد Make A Difference با عنوان Stairway to Heaven/Higway to Hell ضبط کرد.
اسکید رو در سال ۱۹۹۰ با واگنر به استودیو بازگشت تا دومین آلبوم استودیویی خود برده به سنگ را ضبط کند. این آلبوم در ژوئن ۱۹۹۱ منتشر شد و در رتبهٔ اول بیلبورد ۲۰۰ قرار گرفت و بدون هیچ آهنگ رادیویی به وضعیت پلاتینیوم ۲× رسید. این یک عظیمت برای گروه بود؛ در حالی که اسکید رو آلبومی بود که از فرمول معمول گروه‌های دههٔ ۱۹۸۰ پیروی می‌کرد، برده به سنگ صدای سنگین‌تری داشت. اسکید رو یک بار دیگر در یک تور جهانی که بیش از یک سال به طول انجامید، از جمله در یک حمایت از گانز ان روزز در سال ۱۹۹۱ و حضور در مانستر آو راک در کسل دونینگتون در سال ۱۹۹۲، شرکت کرد. گروه سپس گروه‌های پنترا، ساوندگاردن، LA Guns و Love/Hate را به عنوان قسمتی از تور حمایت از برده به سنگ به عنوان نقش‌های مکمل انتخاب کردند. اسکید رو در ابتدا از گروه گرانژ آیندهٔ نیروانا خواسته بود که برای آنها افتتاح شود اما آنها نپذیرفتند و گفتند که اسکید رو «بیش از حد همجنسگرا هراسی» است و آن مربوط به حادثهٔ تی‌شرت سباستین باک است. به‌طور تصادفی، تجسم قبلی نیروانا نیز به‌طور خلاصه اسکید رو نام داشت.
یک آلبوم‌چندآهنگه از کاورهای B-Side Ourselves در سپتامبر ۱۹۹۲ منتشر شد. آلبوم نه تنها شامل نسخه‌های کاور آهنگ‌هایی است که در ابتدا توسط هنرمندانی که بر اسکید رو تأثیر گذاشته‌اند ضبط شده‌اند، بلکه اساساً مجموعه‌ای از آهنگ‌هایی است که قبلاً به‌عنوان تک‌آهنگ‌های B-sides از برده به سنگ ظاهر می‌شدند، در حالی که آهنگ پایانی آن بود. - نسخهٔ جلد «بال کوچولو» جیمی هندریکس - هرگز در جای دیگری ظاهر نشده بود. B-Side Ourselves در بیلبورد ۲۰۰ در رتبه ۵۸ قرار گرفت (پایین‌ترین موقعیت نمودار اسکید رو تا به امروز)، و تقریباً شش ماه پس از انتشار توسط انجمن صنعت ضبط موسیقی ایالات متحده آمریکا گواهی طلا دریافت کرد.

### نژاد زیربشری

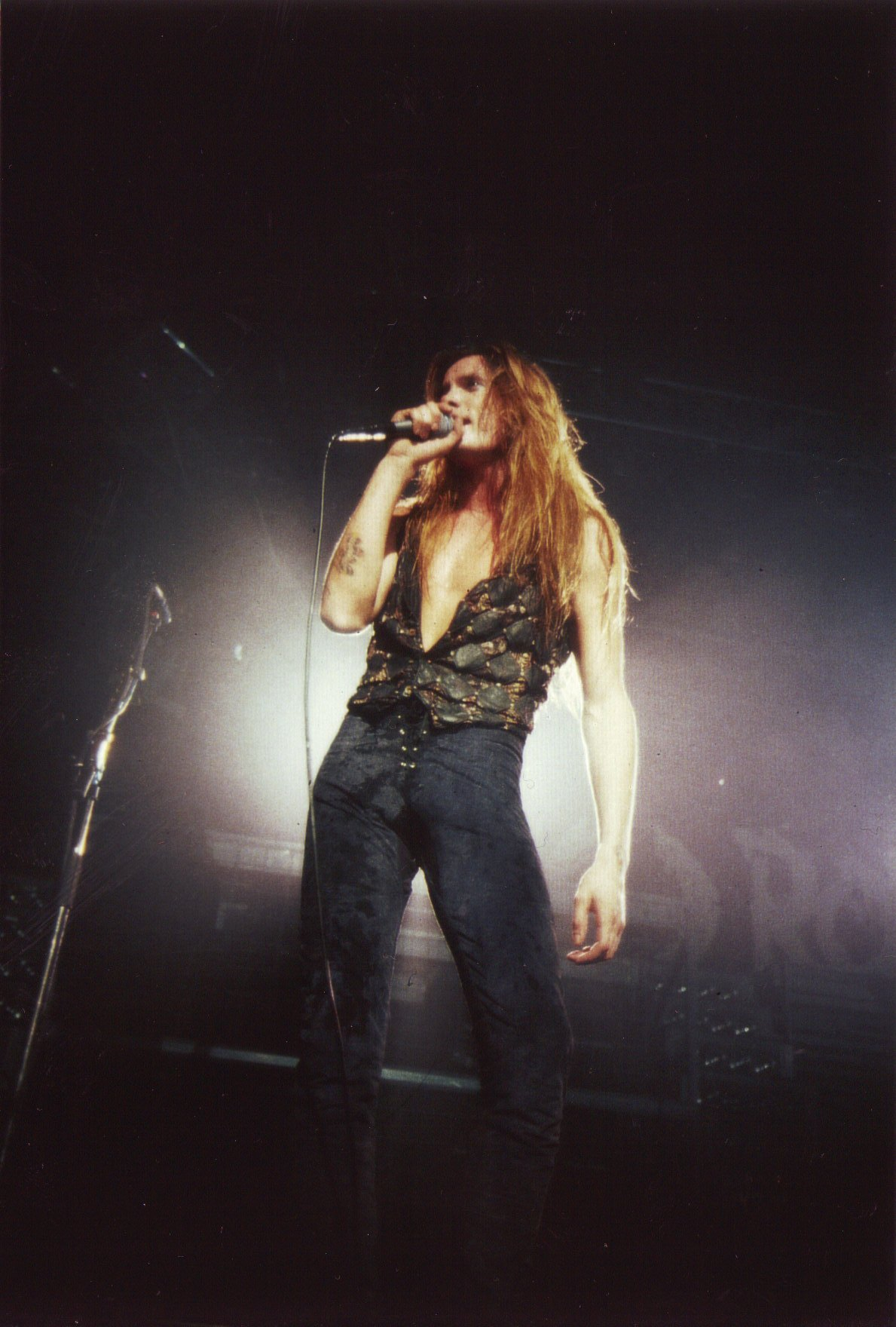
سباستین باک خوانندهٔ اصلی گروه اسکید رو از سال ۱۹۸۷ تا ۱۹۹۶ بود.

پس از پایان تور برده به سنگ در فوریه ۱۹۹۳ در استرالیا، جایی که آنها دوباره برای گانز ان روزز افتتاح شدند، اسکید رو به توصیهٔ مک‌گی منتظر ماند تا جنبش گرانج محو شود، وقفه‌ای طولانی گرفت. همچنین در این دوره، اسکید رو راه خود را با واگنر جدا کرد، احتمالاً به دلیل اینکه موسیقی مسیر دیگری را برای دنبالهٔ برده به سنگ در پیش گرفته بود. در سال ۱۹۹۴، گروه با تهیه‌کننده باب راک به استودیو بازگشت تا سومین آلبوم خود را به نام نژاد زیربشری ضبط کند. اعضای اسکید رو مدعی شده‌اند که جلسات ضبط آن با تنش‌های فزاینده بین اعضای گروه و راک، از جمله بحث‌ها بر سر مسیر موسیقی آلبوم، پر شده بود و همچنین نشان داده‌اند که این آغاز روابط تیره گروه با باک بوده است. تژاد زیر بشری در مارس ۱۹۹۵ منتشر شد و در ۴۰ چارت برتر ایالات متحده با حمایت تک آهنگ‌های «My Enemy» و «Breakin' Down» و «Into Another» به اوج رسید. اگرچه این آلبوم به موفقیت‌های قبلی خود دست نیافت، اما بازخوردهای مثبتی دریافت کرد و همچنین به عنوان تاریک‌ترین آلبوم اسکید رو در نظر گرفته شد. از سال ۲۰۱۹، گروه به ندرت آهنگی از نژاد زیر بشری را به صورت زنده پخش می‌کند. اکثر آنها آخرین بار در سال ۱۹۹۵ در تور آلبوم اجرا شدند، در حالی که «Beat Yourself Blind» تنها آهنگی است که آنها با خوانندگان بعدی جانی سولینگر و زدپی دی‌آرت به صورت زنده اجرا کرده‌اند.
در آن زمان، گروه به اجرا در سالن‌های کوچک‌تر روی آورد و ویدیوهای آن به ندرت در ام‌تی‌وی پخش می‌شد، تا حدی به دلیل افزایش محبوبیت گرانج و متعاقب آن کاهش سبک هوی متال دههٔ ۱۹۸۰. اسکید رو افتتاحیهٔ ون هیلن در قسمت آمریکای شمالی تور Balance بود. در نهایت، باک در اواخر سال ۱۹۹۶ پس از مشاجره با بولان که فرصت افتتاحیه تور گروه کیس را رد کرد، در اواخر سال ۱۹۹۶ از گروه اخراج شد، با اینکه باک قبلاً آن را رزرو کرده بود. سایر اعضای گروه به باک گفتند که اسکید رو آنقدر بزرگ است که نمی‌تواند در یک نمایش افتتاحیه باشد و آنها قرار نیست برنامه را اجرا کنند. سپس باک پیامی را روی منشی تلفنی اسنیک گذاشت و به آنها گفت که گروه هرگز آنقدر بزرگ نخواهد بود که نتواند برای کیس افتتاح شود همراه با تعدادی توهین؛ این باعث شد که اسنیک به باک بگوید که دیگر هرگز با او کار نخواهد کرد.
جیسون مک‌مستر، خوانندهٔ Dangerous Toys در مصاحبه‌ای در ماه مه ۲۰۲۰ در پادکست Chuck Shute فاش کرد که در این دوره، سابو و بولان به او مراجعه کردند تا برای اسکید رو به عنوان جایگزین باک تست بازیگری بدهد، اما آن را رد کرد زیرا او «فقط یک طرفدار بزرگ نیست» و «در تلاش بود تا Toys را به جاده بازگرداند.» مک‌مستر همچنین به یاد می‌آورد: «سباستین رفته بود، بنابراین در سالی که رفته بود (این زمانی است که با من تماس گرفتند). وقتی او رفت، آنجا یک کمپ آتش است، و اسنک و ریچل دور هم نشسته‌اند: «خب، ما کی را می‌خواهیم امتحان کنیم؟ و نام من در لیست بود.»
بولان یک پروژهٔ جانبی داشت، گروه پانک Prunella Scales. چهار سال بعد، اسکید رو یکی از بازیگران افتتاحیه تور خداحافظی کیس در سال ۲۰۰۰ بود. در سال ۱۹۹۸ اسکید رو مجموعهٔ ‎40 Seasons: The Best of Skid Row را بدون دخالت باک منتشر کرد. پس از خروج باک، اعضای باقی مانده به عنوان Ozone Monday با خواننده شاون مک‌کیب از Mars Needs Women ادامه دادند. در سال‌های ۱۹۹۸ و ۱۹۹۹، گروه با نام جدید برای ماتلی کرو و کیس افتتاح شد.

### پوست ضخیم و انقلاب‌ها در دقیقه (۲۰۰۸–۱۹۹۹)

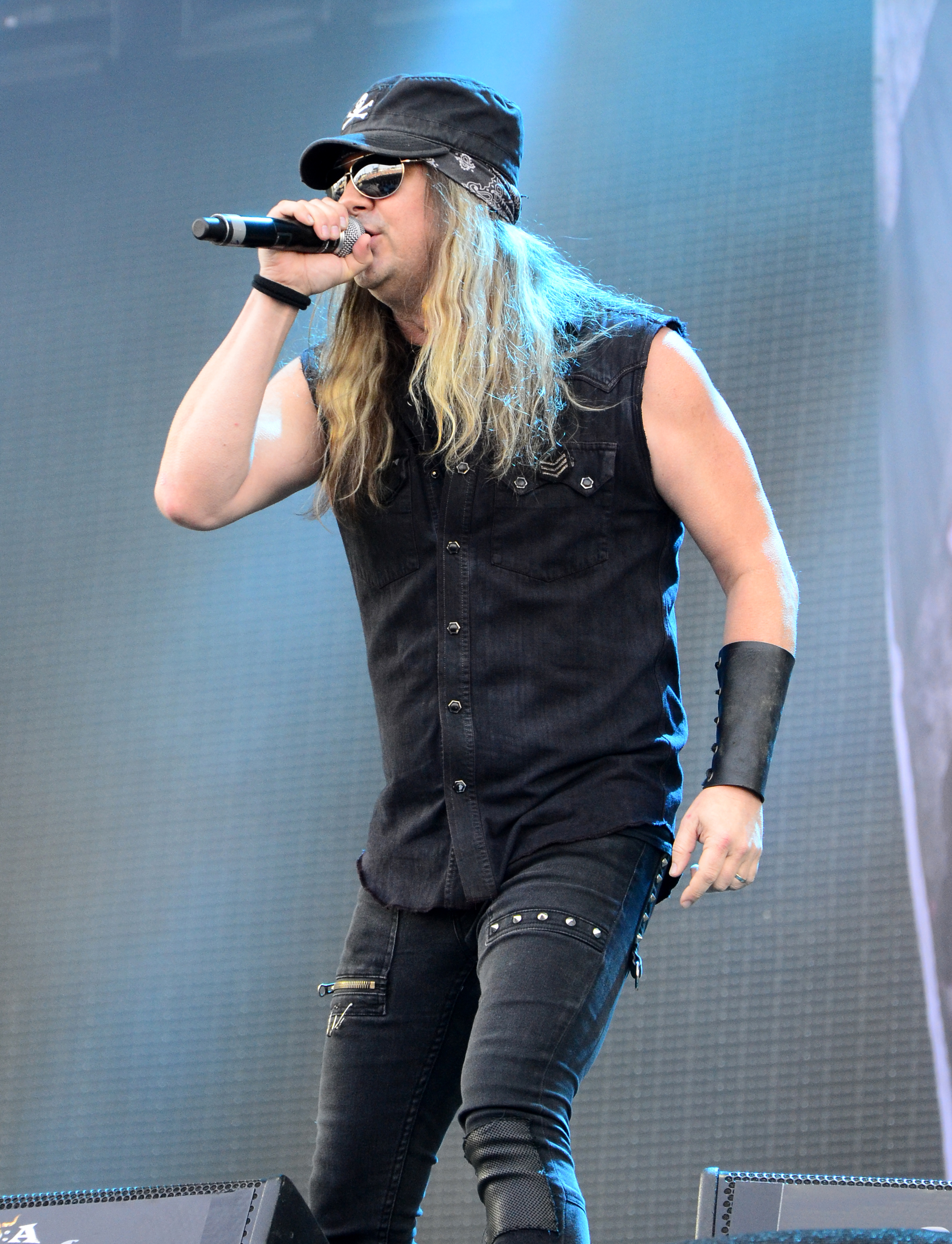
جانی سولینگر در سال ۱۹۹۹ به عنوان جایگزین سباستین باک، خوانندهٔ کلاسیک، به اسکید رو پیوست و تا سال ۲۰۱۵ در گروه ماند.

اسکید رو در سال ۱۹۹۹ با خوانندهٔ اصلی جدید، جانی سولینگر و درامر فیل وارون دوباره شکل گرفت. پس از تشکیل مجدد، گروه در تور خداحافظی خود برای کیس افتتاح شد و همچنین با سایر گروه‌های متال دههٔ ۱۹۸۰ مانند پویزن و Garry Gary Beers، نوازندهٔ بیس INXS، نواخت. در سال ۲۰۰۲ آنها بخشی از تور Rock Never Stops بودند. اسکید رو چهارمین آلبوم کامل استودیویی خود پوست ضخیم را در تابستان ۲۰۰۳ منتشر کرد که اولین آلبوم سولینگر بود و اولین آلبوم استودیویی آنها در ۸ سال گذشته بود. در سال ۲۰۰۴، دیو گارا به عنوان درامر جدید به گروه پیوست.
پنجمین آلبوم اسکید رو انقلاب‌ها در دقیقه در اکتبر ۲۰۰۶ توسط اس پ فاو رکوردز منتشر شد. واگنر دوباره با اسکید رو متحد شد و تهیه‌کنندهٔ این آلبوم شد. در سال ۲۰۰۷، گروه ترانهٔ «جینگل بلز» را برای آلبوم کریسمس Monster Ballads ضبط کرد. در ژانویه ۲۰۰۸ آنها به عنوان بخشی از Motley Cruise با ماتلی کرو، رت و Slaughter اجرا کردند. در اوایل سال ۲۰۱۰ راب همرسمیت درامر جدید گروه شد.

### شورش جهانی متحد (۲۰۱۶–۲۰۰۹)
هیل در سال ۲۰۰۹ در مورد آلبوم بعدی اسکید رو صحبت کرد و گفت: «ما هنوز نشستی نداریم و چیزی ضبط نکرده‌ایم، اما نشسته‌ایم و ایده‌هایی را کار کرده‌ایم و فقط آنها را روی یک ضبط کنندهٔ دستی پخش کرده‌ایم. همه دارند می‌نویسند و ما داریم دریافت می‌کنیم. به محض اینکه چرخ‌ها به حرکت درآیند، احتمالاً همهٔ ما به آتلانتا پرواز خواهیم کرد و یک یا دو هفته را در آنجا سپری خواهیم کرد و دوباره به آنجا برگردیم و دوباره این کار را انجام دهیم. گاهی سخت است.»
در فوریه ۲۰۱۳ اسکید رو با ناشر مگافورس قرارداد امضا کرد و اعلام کرد که موارد جدید به عنوان سه آلبوم‌چندآهنگه جداگانه منتشر خواهد شد. فصل اول United World Rebellion: Chapter One در آوریل ۲۰۱۳ و دو آلبوم دیگر در ۱۲ تا ۱۸ ماه آینده منتشر شد.
در فوریه ۲۰۱۴، گروه کار بر روی دومین آلبوم‌چندآهنگه را آغاز کرد. در اوت ۲۰۱۴، اسکید رو فصل دوم این سه‌گانه را با عنوان Rise of the Damnation Army منتشر کرد. در فوریه ۲۰۱۵، اسکید رو مشغول نوشتن فصل سوم مجموعه United World Rebellion بود. در آوریل، سولینگر از گروه اخراج شد، و در همان روز تونی هارنل، که در آن زمان از گروه نروژی پاور متال TNT بود، جایگزین او شد. در همان ماه گروه یک نسخهٔ ضبط شده از تک آهنگ اولیهٔ خود، «۱۸ ساله و زندگی» را به عنوان دانلود رایگان منتشر کرد.

### باند همه اینجاست و هفتمین آلبوم استودیویی آینده (۲۰۱۶–اکنون)
هارنل، اسکید رو را در دسامبر ۲۰۱۵ ترک کرد، و زدپی دی‌آرت خوانندهٔ سابق دراگون فورس به عنوان خوانندهٔ اصلی کنسرت‌های سال ۲۰۱۶ مشغول به کار بود. در ژانویه ۲۰۱۷، دی‌آرت به عنوان یکی از اعضای رسمی گروه نامگذاری شد. در مارس ۲۰۱۸، مشخص شد که انتشار بعدی گروه برای سه‌گانهٔ United World Rebellion، اکنون یک آلبوم کامل خواهد بود و زمانی در سال ۲۰۱۹ منتشر خواهد شد، اما این اتفاق نیفتاد.
در ژانویه ۲۰۱۹، یک نسخهٔ لوکس از اولین آلبوم اسکید رو به صورت دیجیتالی منتشر شد که شامل آلبوم اصلی بازسازی شده برای اولین بار (با اضافه شدن «Forever» به عنوان یک قطعهٔ جایزه) و همچنین ضبط ۲۸ آوریل ۱۹۸۹ گروه بود، اجرا در The Marquee در وست مینستر، کالیفرنیا. اعضای گروه اظهار داشته‌اند که هیچ نظری در انتشار مجدد نداشته‌اند.
در تابستان ۲۰۱۹، سباستین باک، خوانندهٔ سابق اسکید رو، برنامه‌های خود را برای اجرای کامل اولین آلبوم گروه در تور به عنوان جشن سی‌امین سالگرد آن فاش کرد و از گروه دعوت کرد تا با او روی صحنه بروند. گیتاریست دیو «اسنیک» سابو این پیشنهاد را رد کرد، در حالی که راب اففوسو درامر سابق متعاقباً تأیید کرد که در طول تور به باک روی صحنه خواهد پیوست.
در ۲۶ ژوئن ۲۰۲۱، خوانندهٔ سابق جانی سولینگر یک ماه پس از فاش کردن اینکه از نارسایی کبدی رنج می‌برد، درگذشت.
سابو در مصاحبه‌ای با The Music Universe در فوریه ۲۰۲۲ تأیید کرد که ششمین آلبوم استودیویی گروه در ۱۶ سپتامبر (۵۸ سالگی او) منتشر می‌شود و اضافه کرد که تک آهنگ آن «حدود هفتهٔ دوم (یا) سوم مارس منتشر خواهد شد.» در ۲۳ مارس ۲۰۲۲، گروه راه خود را از زدپی دی‌آرت جدا کرد. اریک گرونوال پس از ترک دی‌آرت به گروه پیوست. پس از پیوستن گرونوال، تک آهنگ «گروه همه اینجاست» به صورت آنلاین به نمایش درآمد. آلبوم جدید آنها، گروه همه اینجاست، در ۱۴ اکتبر منتشر شد.
در مارس ۲۰۲۳، سابو فاش کرد که اسکید رو شروع به نوشتن مطالب جدید برای هفتمین آلبوم استودیویی خود کرده است: «در حال حاضر چهار آهنگ بالقوه برای ضبط بعدی وجود دارد. و چه کسی می‌داند که آیا آنها آن را خواهند ساخت یا نه. ما قبلاً هرگز این کار را نکرده‌ایم؛ بنابراین باید بگویم که ما واقعاً در حال حاضر از این انرژی جدید استفاده می‌کنیم تا واقعاً خلاق و سازنده باشیم.»
مه سال ۲۰۲۳ شاهد تلاش اسکید رو برای شروع یک تور در استرالیا بود، اما با مشکلاتی همراه بود؛ نمایش ۱۷ مه در بریزبن به‌طور ناگهانی دقایقی قبل از باز شدن درها لغو شد و گرونوال با علائمی شبیه آنفولانزا پایین آمد. گروه توانست تاریخ تور سیدنی خود را در نوزدهم به پایان برساند، اما علائم گرونوال بدتر شد و در نهایت کل تور به تعویق افتاد.
در ۲۷ مارس ۲۰۲۴، پس از پایان نمایش‌های به تعویق افتاده، که در سالت اس‌تی‌ئی. ماری، میشیگان به پایان رسید، گروه اعلام کرد که راه خود را از گرونوال به دلیل مشکلات سلامتی جدا کرده‌اند، و در چندین برنامهٔ آینده‌شان لزی هیل به عنوان خواننده حضور خواهد داشت.

## اعضای گروه

### اعضای کنونی
- دیو «دِ اسنیک» سابو – گیتار، همخوان (۱۹۹۶–۱۹۸۶، ۱۹۹۹–اکنون)
- ریچل بولان – گیتار بیس، همخوان (۱۹۹۶–۱۹۸۶، ۱۹۹۹–اکنون)
- اسکاتی هیل – گیتار، همخوان (۱۹۹۶–۱۹۸۷، ۱۹۹۹–اکنون)
- راب همرسمیت – درام، همخوان (۲۰۱۰–اکنون)

## جوایز و نامزدها
- جوایز موسیقی آمریکا

| سال  | کار نامزد شده | جایزه                                    | نتیجه    |
| ---- | ------------- | ---------------------------------------- | -------- |
| ۱۹۹۰ | اسکید رو      | هنرمند جدید هوی متال/هارد راک مورد علاقه | برنده    |
| ۱۹۹۰ | اسکید رو      | آلبوم هوی متال/هارد راک مورد علاقه       | نامزدشده |

## ترانه‌شناسی

### آلبوم‌های استودیویی
- اسکید رو (۱۹۸۶)
- برده به سنگ (۱۹۹۱)
- نژاد زیربشری (۱۹۹۵)
- پوست ضخیم (۲۰۰۳)
- انقلاب‌ها در دقیقه (۲۰۰۶)
- باند همه اینجاست (۲۰۲۲)